# Jelena Krasovská
Jelena Alexandrovna Krasovská (rusky: Елена Александровна Красовская; * 29. května 2000 Miass) je ruská reprezentantka ve sportovním lezení. Vítězka zimních armádních světových her v boulderingu, juniorská vicemistryně světa v lezení na rychlost, juniorská mistryně Evropy v lezení na rychlost a v boulderingu.

## Výkony a ocenění
- 2014: juniorská vicemistryně Evropy
- 2015: juniorská vicemistryně světa, juniorská mistryně Evropy
- 2017: juniorská mistryně Evropy
- 2018: vítězka zimních armádních světových her

### Závodní výsledky
| Mistrovství světa | Mistrovství světa | Mistrovství světa | Mistrovství světa |
| Rok               | 2016              | 2018              | 2019              |
| ----------------- | ----------------- | ----------------- | ----------------- |
| Obtížnost         | 29                | 43                | 48-51             |
| Rychlost          | 20                | 89                | 17                |
| Bouldering        | 6                 | 49                | 23-24             |
| Kombinace         | —                 | 48                | 22                |

| Světový pohár | Světový pohár | Světový pohár | Světový pohár | Světový pohár    |
| Rok           | 2016          | 2017          | 2018          | 2019             |
| ------------- | ------------- | ------------- | ------------- | ---------------- |
| Obtížnost     | x             | 0             | 0             | 42               |
| jednotlivě*   | ,28,          | ,45,          | ,51,42,       | 47,29,           |
| Rychlost      | —             | —             | 44-46         | 27               |
| jednotlivě*   | —             | —             | ,24,22,32,    | ,,20,20,28,25,22 |
| Bouldering    | —             | 0             | 54            | 62               |
| jednotlivě*   | —             | ,63,33,       | ,20,69,       | ,27,41,33,47,71, |
| Kombinace     | —             | x             | 22            |                  |

* poznámka: nalevo jsou poslední závody v roce
| Mistrovství Evropy | Mistrovství Evropy |
| Rok                | 2017               |
| ------------------ | ------------------ |
| Obtížnost          | 31                 |
| Rychlost           | 10                 |
| Bouldering         | 50                 |

| Zimní armádní světové hry | Zimní armádní světové hry |
| Rok                       | 2018                      |
| ------------------------- | ------------------------- |
| Rychlost klasická         | 2                         |
| Rychlost standardní       | 2                         |
| Bouldering                | 1                         |

| Letní olympijské hry mládeže | Letní olympijské hry mládeže |
| Rok                          | 2018                         |
| ---------------------------- | ---------------------------- |
| Kombinace                    | 5                            |

| Mistrovství světa juniorů | Mistrovství světa juniorů | Mistrovství světa juniorů | Mistrovství světa juniorů | Mistrovství světa juniorů | Mistrovství světa juniorů |
| Rok                       | 2014 kat. B               | 2015 kat. B               | 2016 kat. A               | 2017 kat. A               | 2018 juniorky             |
| ------------------------- | ------------------------- | ------------------------- | ------------------------- | ------------------------- | ------------------------- |
| Obtížnost                 | 6                         | 5                         | 7                         | 12                        | 7                         |
| Rychlost                  | 3                         | 3                         | 9                         | 6                         | 6                         |
| Bouldering                | —                         | 2                         | 5                         | 18                        | 5                         |

| Mistrovství Evropy juniorů | Mistrovství Evropy juniorů | Mistrovství Evropy juniorů | Mistrovství Evropy juniorů | Mistrovství Evropy juniorů | Mistrovství Evropy juniorů |
| Rok                        | 2014 kat. B                | 2015 kat. B                | 2016 kat. A                | 2017 kat. A                | 2018 juniorky              |
| -------------------------- | -------------------------- | -------------------------- | -------------------------- | -------------------------- | -------------------------- |
| Obtížnost                  | —                          | 4                          | 14                         | 10                         | 9                          |
| Rychlost                   | —                          | 1                          | 7                          | 3                          | 3                          |
| Bouldering                 | 2                          | 2                          | 14                         | 1                          | —                          |